# 台灣大電力研究試驗中心
財團法人台灣大電力研究試驗中心（Taiwan Electric Research and Testing Center，縮寫TERTEC）是位於台灣桃園市觀音區的一個研究中心。

## 歷史
1978年，行政院決定設立一個高壓高功率設備測試實驗室。隨後，台灣電力公司及其他13家地方公司於1979年4月共同成立了台灣大電力研究試驗中心。 1998年12月，總部遷至台北縣新店市的科技大樓。2003年5月，總部再次遷至現今位於桃園縣觀音鄉的地點。

## 外部連結
- 財團法人台灣大電力研究試驗中心官網 （页面存档备份，存于）